# Phlugiolopsis tribranchis
Phlugiolopsis tribranchis is een rechtvleugelige insectensoort uit de familie van de sabelsprinkhanen (Tettigoniidae).
Phlugiolopsis tribranchis werd voor het eerst wetenschappelijk beschreven door Bian, Shi en Chang in 2012.